# The Vanquished
The Vanquished (bra: Epílogo de Sangue; prt: Sangue do Sul) é um filme de faroeste estadunidense de 1953 dirigido por Edward Ludwig e estrelado por John Payne, Jan Sterling, Coleen Gray, Lyle Bettger, Willard Parker, Roy Gordon e John Dierkes. Foi lançado em 3 de junho de 1953, pela Paramount Pictures.

## Elenco
- John Payne como Rockwell 'Rock' Grayson
- Jan Sterling como Rose Slater
- Coleen Gray como Jane Colfax
- Lyle Bettger como Roger Hale
- Willard Parker como Capitão Kirby
- Roy Gordon como Doutor Colfax
- John Dierkes como General Morris
- Charles Evans como General Hildebrandt
- Strother Martin como Scott
- Ellen Corby como Sra. Barbour
- Ernestine Barrier como Sra. Colfax
- Russell Gaige como Reverendo Babcock
- Leslie Kimmell como Coronel Ellansby
- Voltaire Perkins como Harvey Giddens
- Sam Flint como Connors
- Freeman Morse como Randy Williams
- Denver Pyle como Fairchild
- Richard Shannon como Tenente Adams
- Karen Sharpe como Lucy Colfax